# Święto Warszawy
Święto Warszawy – święto lokalne, obchodzone 4 czerwca w Warszawie (od 2020 roku). Wcześniej w obchodzone w latach 1991–2002 w dniu 21 kwietnia. W 2003 roku miało się ono odbyć w dniu 1 sierpnia, lecz przepis je wprowadzający uchylono przed tą datą.   
Święto ustanowiono uchwałą XXI/579/2019 Rady Miasta Stołecznego Warszawy z dnia 7 listopada 2019 r. Wnioskodawcą przywrócenia święta miasta był ówczesny Prezydent m.st. Warszawy Rafał Trzaskowski. Za uchwałą opowiedziało się 36 radnych, 14 radnych było przeciw, żaden rady nie wstrzymał się od głosu. Uzasadnienie uchwały: "Z pewnością 4 czerwca 1989 roku jest datą przełomową we współczesnej historii naszego kraju, naszego Miasta. Powinniśmy o tej dacie pamiętać i celebrować ten dzień razem, w sposób uroczysty, podniosły. W tym dniu Warszawa chce pamiętać o wydarzeniach z 4 czerwca 1989 roku i cieszyć się tym w sposób szczególny"
Mimo że uchwała została przyjęta większością głosów, na sali obrad debata trwała, ponad godzinę. Pomysły, by obchodzić święto 4 czerwca, w rocznicę wolnych wyborów, nie podobał się radnym opozycji (PiS). Radny Piotr Mazurek uznał, że ta data jest „kontrowersyjna”. Jego klub zaproponował, by święto Warszawy ustanowić dwa dni wcześniej, czyli w rocznicę kazania Jana Pawła II na pl. Piłsudskiego, w czasie jego pierwszej pielgrzymi do kraju w 1979 roku. Pomysł jednak przepadł w głosowaniu.
Święto Warszawy poprzednio ustanowiono uchwałą Nr 64 Rady miasta stołecznego Warszawy z dnia 19 kwietnia 1991 r. o ustanowieniu dnia 21 kwietnia Świętem Warszawy. Święto miało upamiętniać rocznicę wpisania do warszawskich ksiąg grodzkich Prawa o miastach, uchwalonego przez Sejm Czteroletni w 1791 roku. Uchwałą Nr V/57/2003 Rady miasta stołecznego Warszawy z dnia 16 stycznia 2003 r. w sprawie zmiany uchwały o ustanowieniu dnia 21 kwietnia Świętem Warszawy przesunięto datę, w której miano święto obchodzić na dzień 1 sierpnia - rocznicę wybuchu powstania warszawskiego. Prawdopodobny radosny charakter obchodów święta (huczne festyny, koncerty itp.) kłóciłby się jednak z podniosłym charakterem obchodów rocznicowych i po protestach społecznych w dniu 13 marca 2003 roku święto uchylono, wprowadzając jednocześnie Dzień Pamięci Warszawy.